# Gorka Amuriza
Gorka Amuriza Gumucio (Yurre, 17 de julio de 1981) es un exciclista español escalador ligero de la cantera vizcaína.
Comenzó su carrera avalado por una buena trayectoria como amateur en Orbea. Tras dos años en el equipo entonces dirigido por Jon Odriozola, Gorka no respondió a las expectativas, ya que no tuvo puestos destacables ni casi rendimiento.
Así, en 2007 fue José Luis de Santos el que le dio una segunda oportunidad con Grupo Nicolás Mateos. Según admitió De Santos en Meta2Mil, el principal motivo de su incorporación fue el buen papel que tuvo en la Clásica de los Puertos 2004, donde fue dirigido por el propio De Santos (al cargo de la selección española de aficionados) y destacó en fugas.

## Palmarés
No consiguió victorias como profesional.

## Resultados en Grandes Vueltas y Campeonato del Mundo
Durante su carrera deportiva ha conseguido los siguientes puestos en las Grandes Vueltas y en los Campeonatos del Mundo en carretera:
| Carrera         | 2005 | 2006 | 2007 |
| --------------- | ---- | ---- | ---- |
| Giro de Italia  | -    | -    | -    |
| Tour de Francia | -    | -    | -    |
| Vuelta a España | -    | -    | -    |
| Mundial en Ruta | -    | -    | -    |

-: No participa

Ab.: Abandono

## Equipos
- Orbea (2005-2006)
- Grupo Nicolás Mateos (2007)